# コレラタケ
コレラタケ（虎列剌茸、学名: Galerina fasciculata）は、ヒメノガステル科ケコガサタケ属の小型から中型のキノコ（菌類）。別名、ドクアジロガサ（毒網代傘）。スギの朽木やおがくずなどから発生する。毒性が強い致命的な毒キノコの一つで、ナラタケ類と間違えやすく誤食するとコレラ様の中毒症状を起こし、その後は内臓細胞が破壊されて最悪の場合は死に至ることもある。

## 名前
本郷次雄により発見された当初の標準和名はドクアジロガサ（毒網代傘）であったが、細菌性感染症のコレラに似た症状を呈し致死的な毒性を持つことから、社会に対して毒キノコとしての注意を喚起するためにコレラタケに改名された。なお、和名を考えたのは本郷ではなく、新旧どちらも今関六也だという。
種小名 fasciculata はラテン語で「束生する」という意味があり、生態的特徴から来ていると見られる。

## 分布・生態
日本の関東地方以西に分布する。
木材腐朽菌（腐生菌、腐生性）。中秋から晩秋にかけて、広葉樹林や針葉樹林、特にスギなどの朽木や古いおがくず、ゴミ捨て場などに単生から群生する。同属近縁種も含めて腐朽が相当進んで真っ黒になりコケが生えたような倒木や切り株、地面に落ちて黒くなった小枝などに発生することが多く、形態と共に他属との判別のポイントの一つにもなる。模式標本は京都市において腐りかけたイチョウの切り株から採取されたものだという。

## 形態
子実体は傘と柄からなる。傘の直径は 2 - 5センチメートル (cm) と小型で、まんじゅう形からほぼ平らに開き、ほぼ中央には突起がある。傘の表面は、湿ったときは暗肉桂色、乾くと中央部から明るい淡黄色となり、これを傘に吸水性があるなどと表現することもある。傘が湿っているときは条線が現れる。ヒダははじめクリーム色のち肉桂色、密からやや疎らで柄に対して直生し、縁部は微粉状となる。肉は傘や柄と同色。
柄は細長く中空で、全体にわたり淡黄色から淡粘土色、下部は汚褐色で繊維状、上部は粉状。上部には不完全な膜質で痕跡程度のツバを持つが脱落しやすい。柄に白色の菌糸が付くことが多いのも特徴の一つとされるが、しばしば不鮮明である。顕微鏡観察するとシスチジアは先が膨らむ。
形態的によく似た近縁種が多く、種単位での同定はヒダのシスチジアとよばれる細胞や、担子胞子の形状を顕微鏡で観察が必要になる。

## 人間との関係
死亡例もある毒キノコ。主要毒成分はアマトキシン類、アマニタトキシン（amanita toxin）と呼ばれることもありテングタケ属（Amanita）の強毒性のきのこがしばしば含有している有毒タンパク質である。
褐色の見た目で朽木に発生するという食用キノコが多いこと、菌床栽培のきのこの培地を捨てたところから出ることがあり、食用キノコが再発生したなどと誤解されて食用目的で採取されることなどが誤食の原因となっている。

### 中毒症状
中毒症状は、その名のように食後概ね10時間（摂食量により、6 - 24時間）後にコレラの様な激しい症状（嘔吐、下痢、腹痛）が起こり、意識不明となるが、いったん症状が治まる偽回復期がある。その後2 - 7日後に肝臓、腎臓、胃腸などの内臓の細胞が破壊されて著しい機能低下による劇症肝炎や腎不全症状を呈し、最悪の場合死に至る。
治療方法は対症療法のみで、胃内完全洗浄ののち血液透析や血漿交換を行う。

### 中毒事例
1959年11月13日に東京都府中市で家族5人の食中毒が発生し、子ども1人（12歳）が亡くなっている。その後、1964年10月に金沢市で3名、同年11月に長野県で6名中2名、1969年11月に神奈川県で6名中1名が亡くなっている。
同じく致命的な猛毒菌ニセクロハツ（Russula subnigricans ベニタケ科）の中毒事故が西日本で多いのに対し、本種の誤食事故は東日本で多い。日本での頻度は数年から10年に一度程度である。

## 類似種
コレラタケは決め手となる外見的な特徴が乏しいことから同定が難しく、致命的な猛毒菌であるため、似たキノコは絶対に食べてはいけないと注意が呼びかけられている。

### 同属他種
同属には外見で見分けられるものもあるが、属内での種の同定には顕微鏡観察がほぼ必須と言われている。毒性が強いことが知られているものが多く、分布地では誤食に対しての注意が呼びかけられているものが多い。この属には約300種が知られているが和名のあるものを中心に一部を紹介する。模式種はGalerina vittiformis（和名未定）
ヒメアジロガサ（Galerina marginata）は柄につばが比較的残りやすく、シスチジアは先端が膨らまない。ユーラシアや北アメリカなどに広く分布する種。
ヒメアジロガサモドキ（Galerina helvoliceps）はヒメアジロガサとは肉眼的にはほとんど同じで胞子の形状が違う程度である。
Galerina sulciceps（和名未定）。熱帯系の種だが2020年に千葉県で誤食による中毒事故が報告されている。

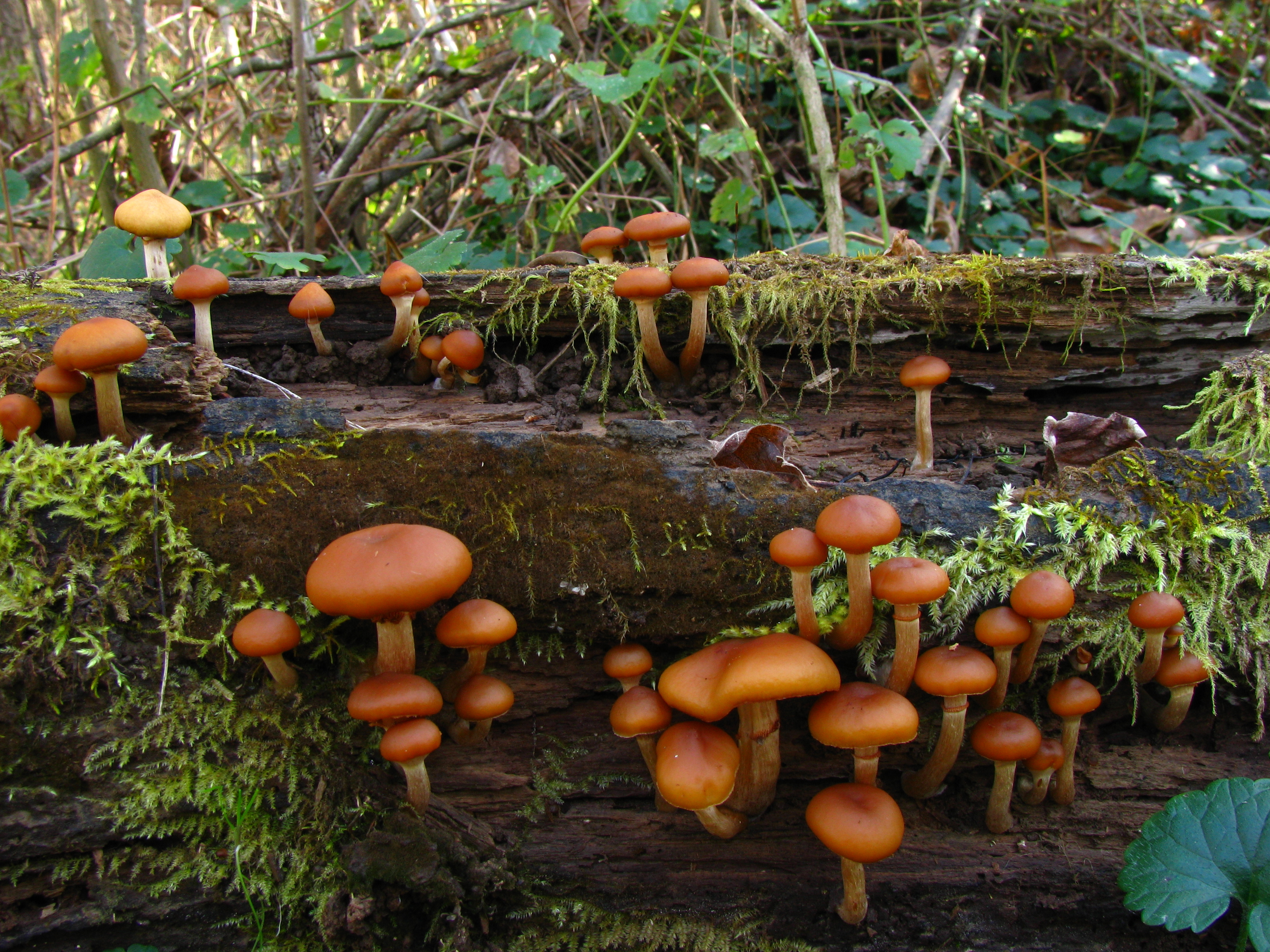
参考　ヒメアジロガサ
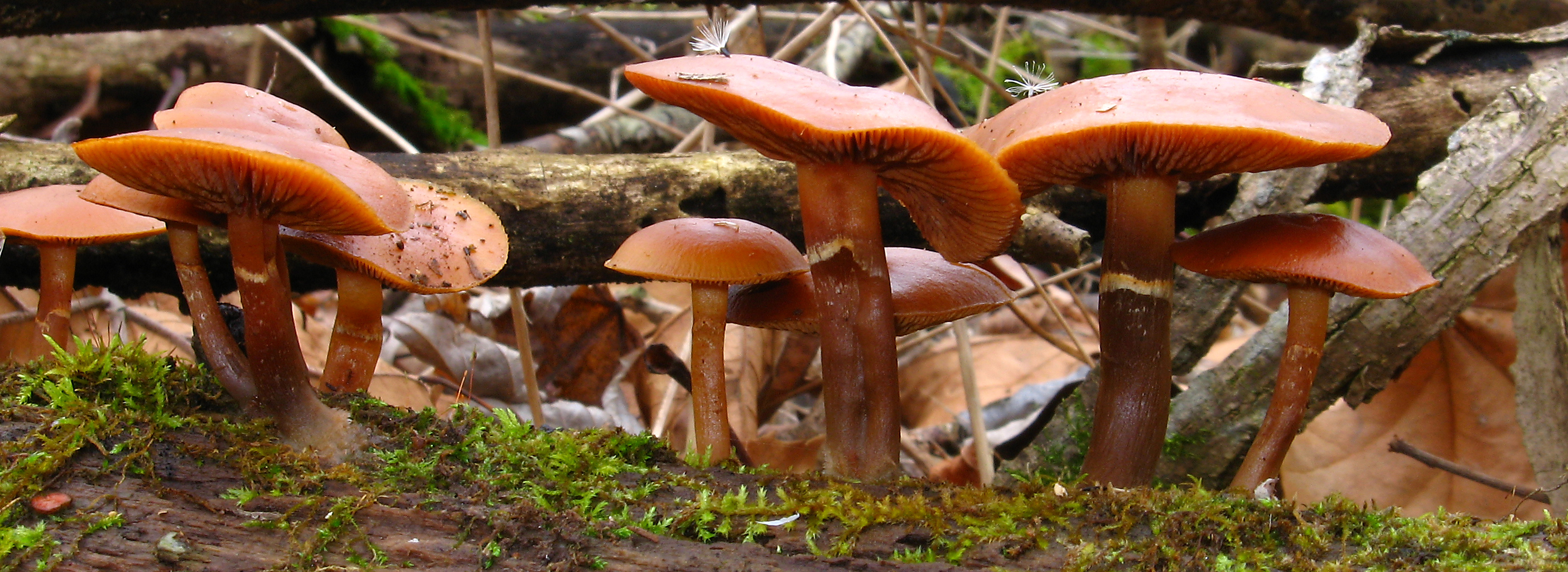
参考　ヒメアジロガサ。腐朽が進んだ木材に発生している。
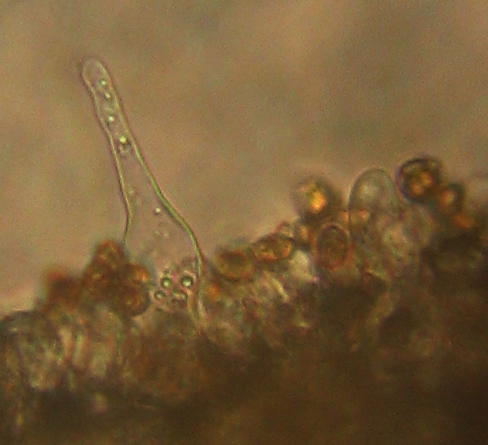
参考　ヒメアジロガサのシスチジア。先端は膨らまない。
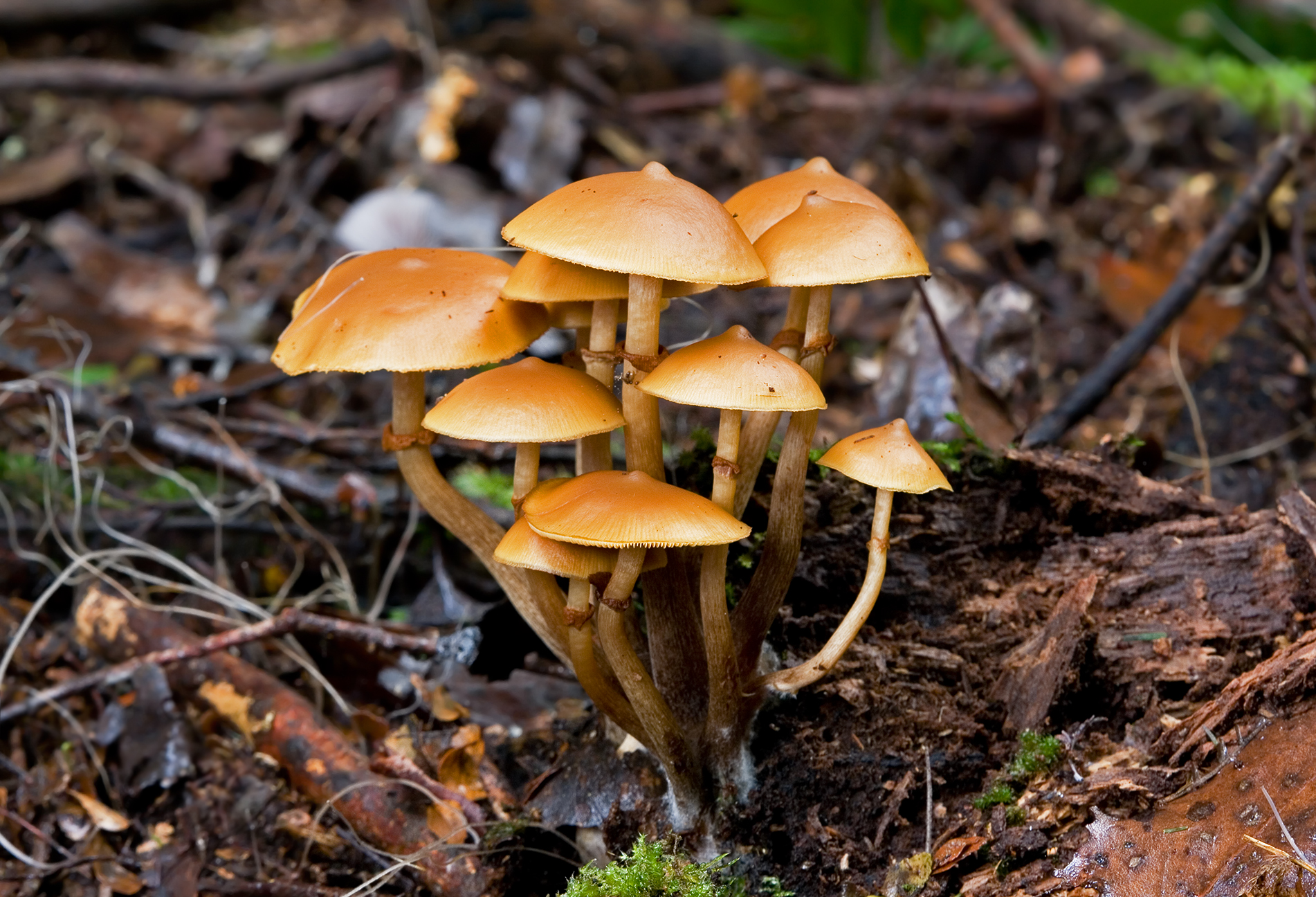
参考　Galerina patagonica

### 他属他科
朽木、切株に群生する褐色系の傘を持つものを中心にいくつか紹介する。
ナラタケ類（Armillaria spp.、キシメジ科）は褐色で傘には条線を持つ点が似ているが、全体的に本種よりも大きく柄も長い。傘の中央部に鱗片状の突起があることも大きな特徴であり、傘に吸水性もない。ナラタケ類の柄は強靭で折って採取するときにボキボキと音を立てたことに由来すると見られるボリ、ボリボリ、オリミキなどの地方名にも特徴が見られる。柄が長いことに因むと見られるアシナガという名前もみられ、地方名にも注目すること。柄の中ほどに明瞭なツバを持つナラタケ（広義）と逆に全く欠くナラタケモドキに大きく分けられる。また、生態面でも種によっては生きている樹木に取り付いて枯死させることができるほど病原性が強く、本種や近縁種のように黒くなるほど腐朽した木材には生えない。
ナメコ（Pholiota microspora、モエギタケ科）は成長すると本種よりやや大きくなる。傘の条線は無く、子実体全体に強いぬめりを持つことが特徴。ナラタケ同様、本種ほど腐朽した木材には生えず樹皮が残っているようなものに発生する。原木栽培ではそれほど樹種を選ぶキノコではないが、野生ではブナの枯れ木に発生することが多いといわれる。
エノキタケ（Flammulina velutipes、タマバリタケ科）は柄にツバを欠き、柄は下に行くほど濃色である。エノキタケも本種ほど腐朽した木材には発生せず樹皮が残っているようなものに多い。
クリタケ（Hypholoma lateritium、モエギタケ科）は傘が赤褐色。生態面ではしばしば腐朽がかなり進んだ木材にも見られ本種と似ている。クリタケは広葉樹の木材に生えるが、針葉樹の木材に生えるクリタケモドキというよく似た種もある。
ニガクリタケ（Hypholoma fasciculare、モエギタケ科）はクリタケより小さく、全体が黄色味を帯びている。ひだも黄色。生の状態で齧るとクリタケ以上に強い苦みを感じるのが特徴。生態面ではしばしば腐朽がかなり進んだ木材にも見られ本種と似ている。
センボンイチメガサ（Kuehneromyces mutabilis、モエギタケ科）は子実体の色と大きさから傘の吸水性もあるなど本種と形態面、腐朽の進んだ朽木に生える点まで生態面でも非常に似ており食用目的での採取は推奨されない。
アセタケ属菌（Inocybe spp.、アセタケ科）にも小型の褐色で傘は釣り鐘型になり本種に似たようなものがあるが、アセタケ属菌は樹木の根と菌根を形成し子実体は地上から発生する。ただし、本種は地面に落ちた小枝や倒木が埋まる苔の上に子実体を出すことがありしばしばわかりにくいことがある。
同じような例でヨーロッパでは本種近縁種と褐色で小型で食用の何種かのカラハツタケ属菌（Lactarius spp.、ベニタケ科）との誤食もあるようである。カラハツタケ属菌も樹木の根と共生しており、子実体も地上から発生するため生態面でも本種と異なる。この仲間は傷つけると乳液を出すこと、かつ乳液に変色性があるものが多いこと、傘の形もベニタケ科独特のひだが垂生する形になることなどで本種と区別できる。

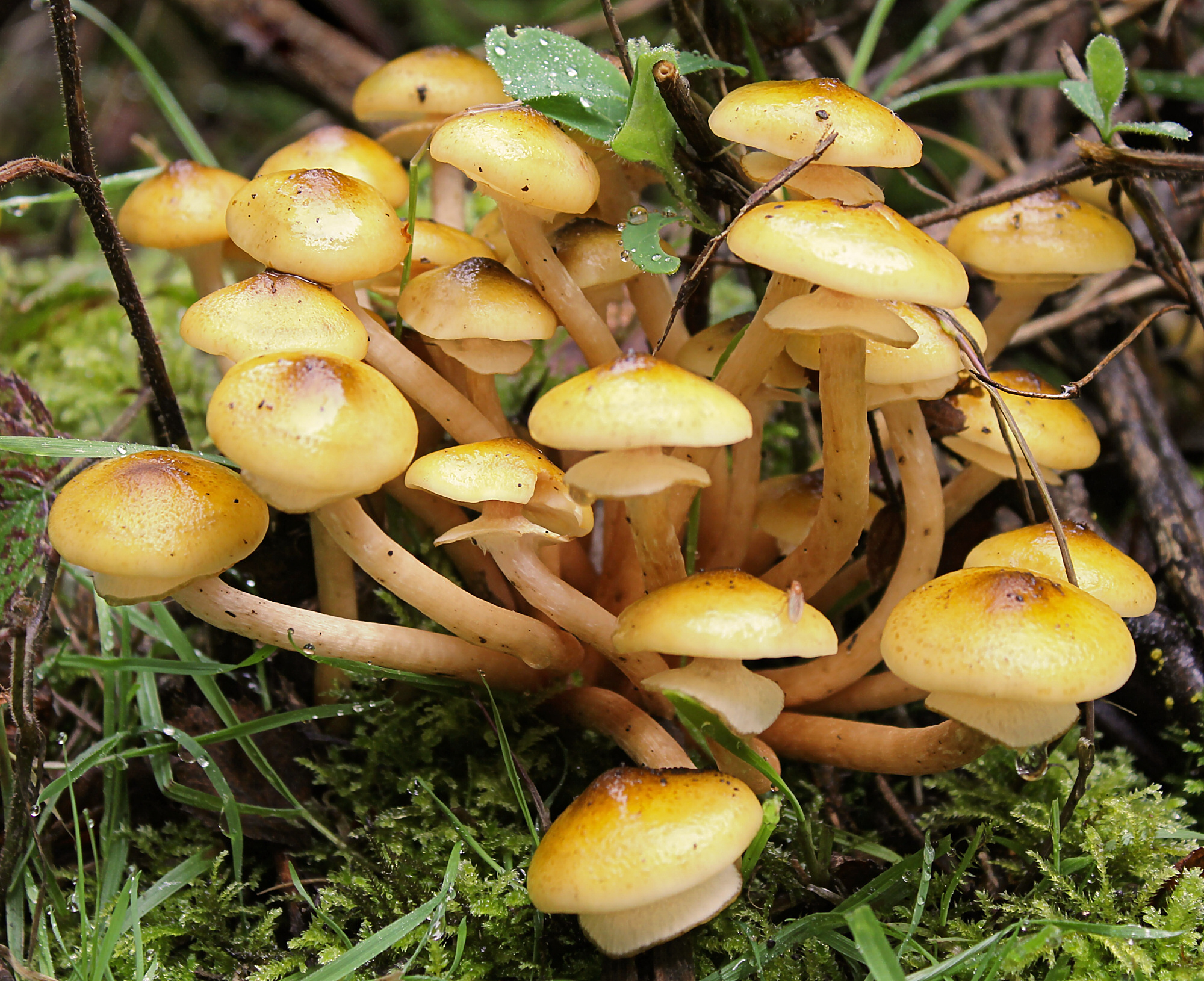
参考：ナラタケ類の一種。傘の中央の突起と明瞭なツバ
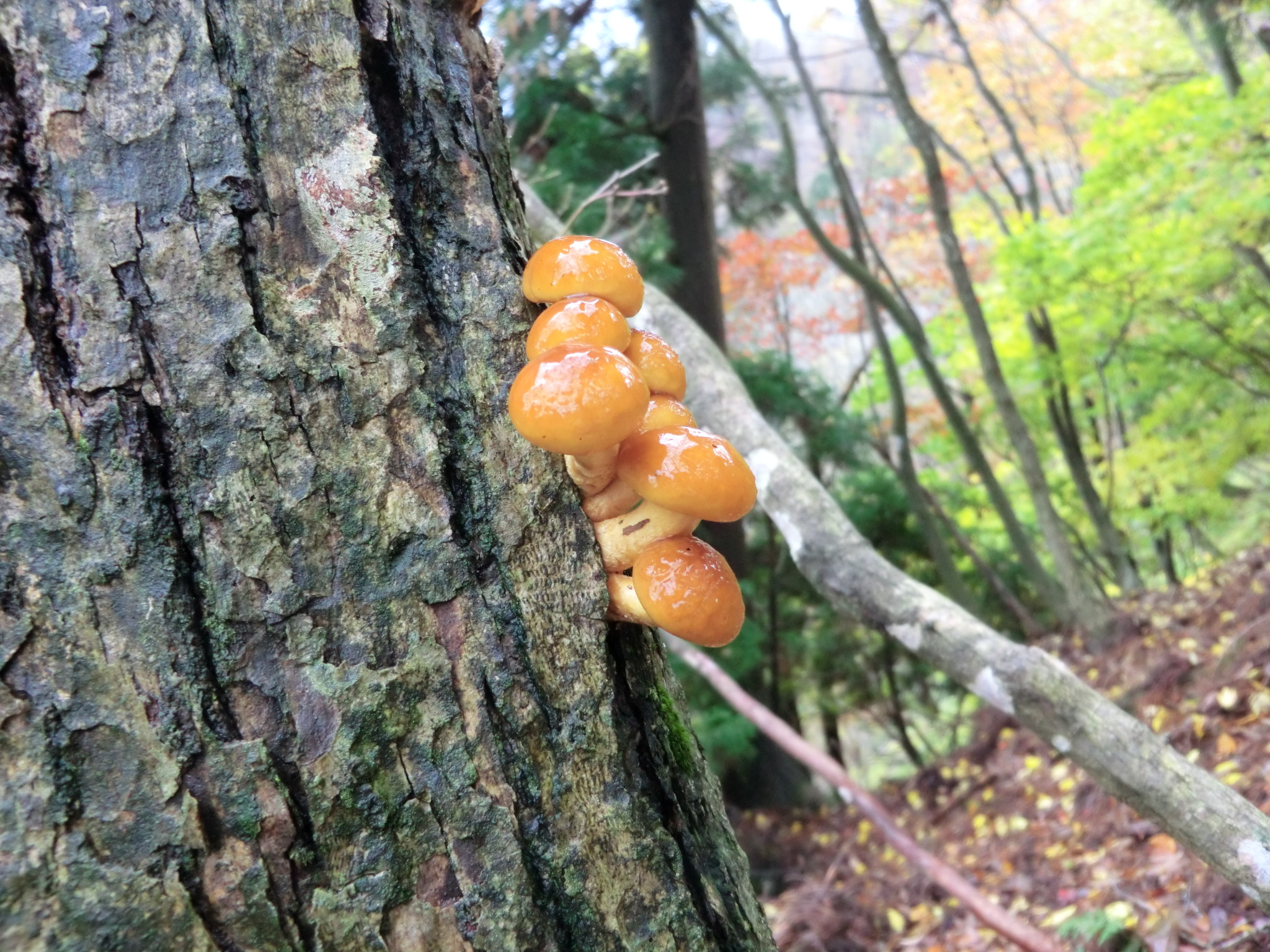
参考：ナメコ
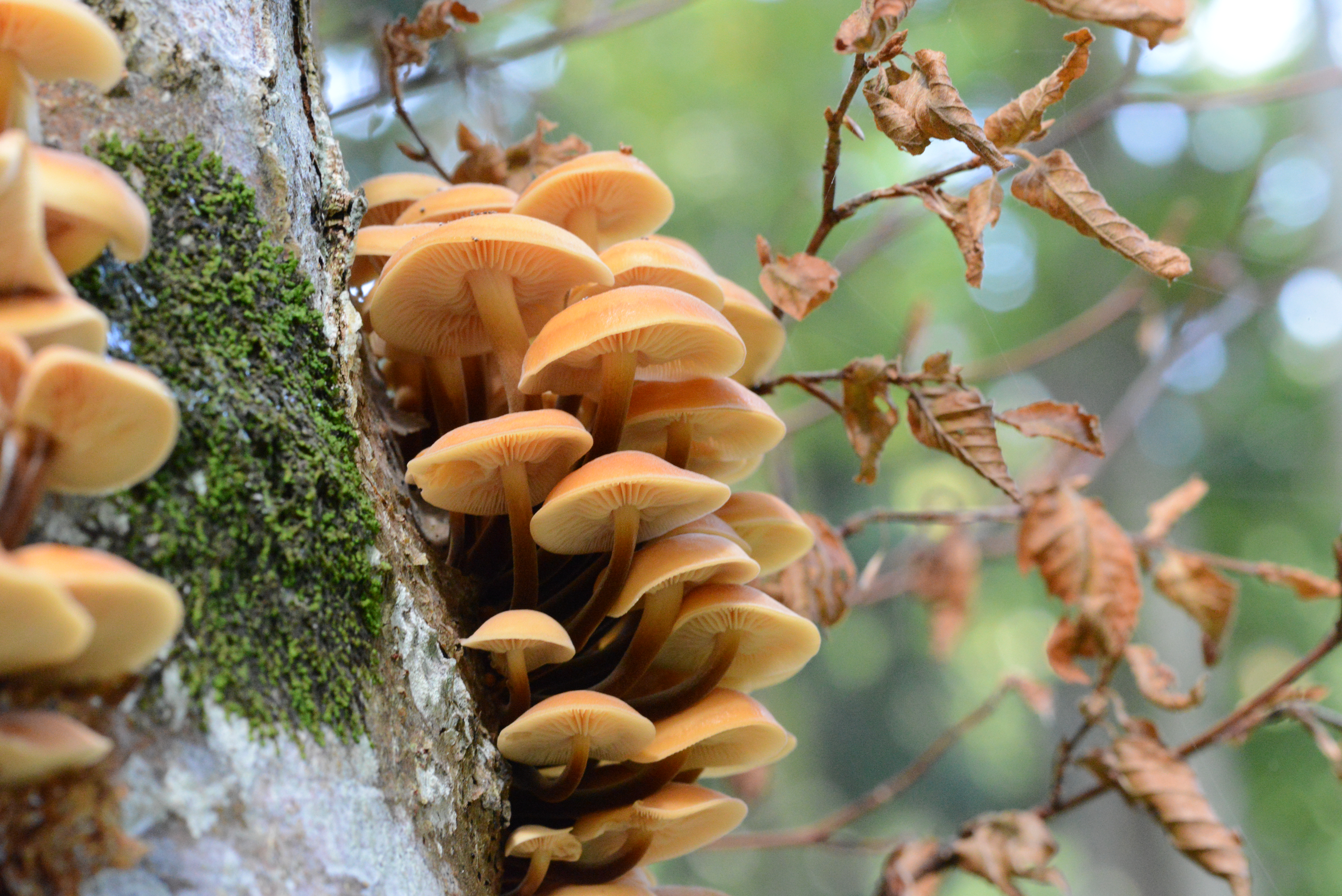
参考：エノキタケ
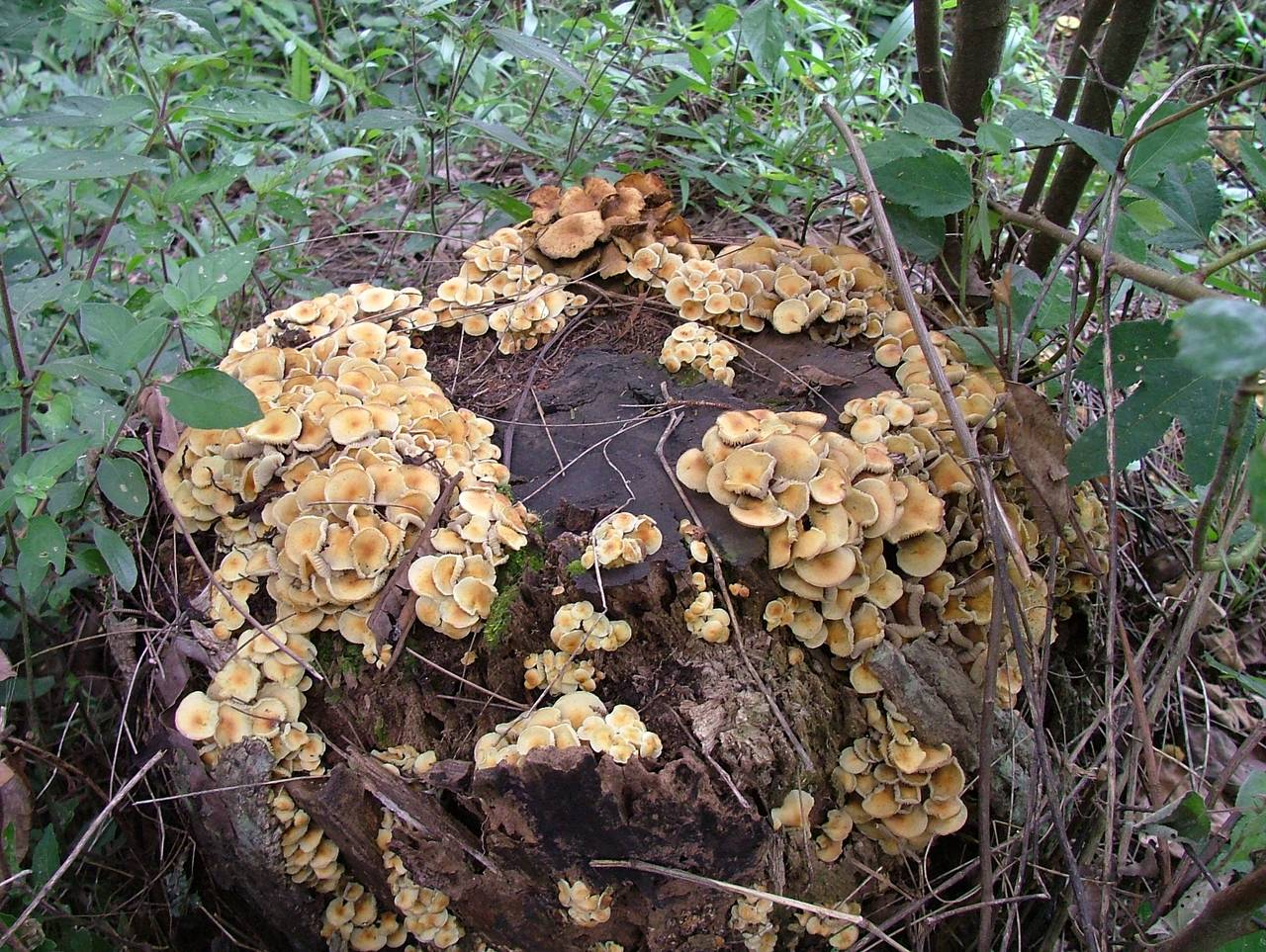
参考：ニガクリタケ
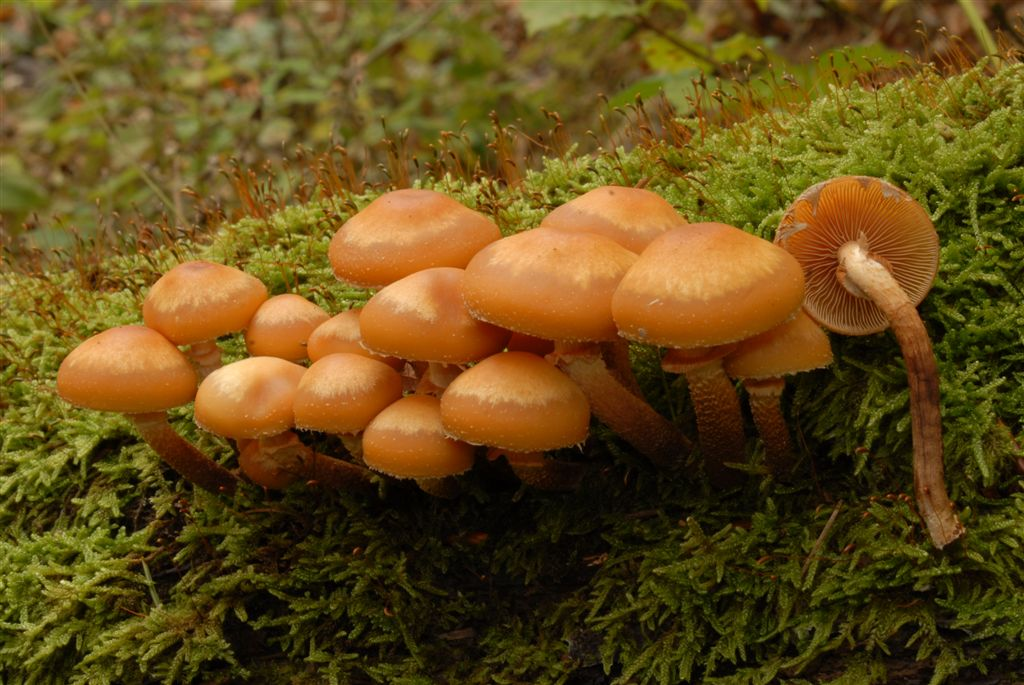
参考：センボンイチメガサ
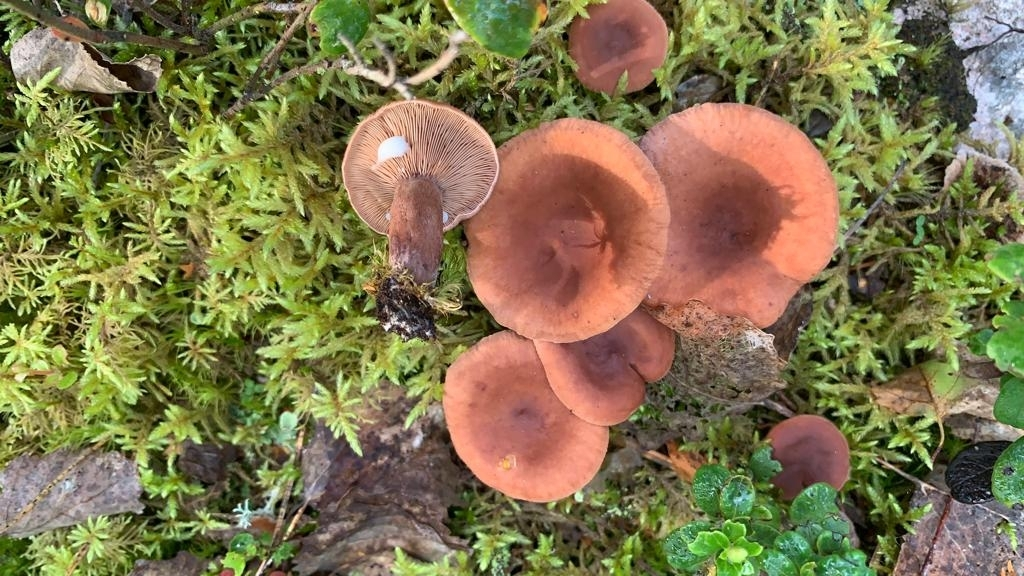
参考：カラハツタケ属菌の一種。左の個体は白い乳液が出ている。